# شهردار شایر
شهردار شایر در آثار ادبی جوئل رونالد روئل تالکین، تنها منصب منتخب شایر در دوره جنگ حلقه است. شهردار در میشل دلوینگ، که در این زمان بزرگترین شهر و پایتخت دوفاکتوی شایر است زندگی می کند.
شهردار برای دوره های هفت ساله در جشنواره آزاد برگزیده می شود. وظایف اصلی شهردار ریاست کل خدمات پستی شایر، ریاست بر پلیس و نمایشگاهها بود. 